# Casa J. Ll. (Reus)
La Casa J. Ll. és un edifici del municipi de Reus (Baix Camp), al carrer de Monterols, número 17, inclòs en l'Inventari del Patrimoni Arquitectònic de Catalunya

## Descripció
És una casa que consta d'una planta baixa comercial i tres plantes d'habitatges. Presenta tres crugies i un habitatge per planta. És un element típic de la construcció de densificació del segle xix. A on correspon la peça clau del balcó central de la quarta planta hi figuren les quatre barres, i en els laterals les inicials "J.LL." i la data de 1896. Tot el conjunt correspon a un estil neoclàssic i eclèctic. Presenta una composició simètrica en la seva vertical i estratificada en horitzontal. A la primera planta hi ha un balcó corregut i elements ornamentals (pilars i frontons) en els balcons del tercer pis. L'últim pis presenta una sola obertura.
És un bon exemple representatiu de l'arquitectura domèstica de finals de segle xix a Reus.